# Джаліл Мамедкулізаде
Джаліл Мамедкулізаде (повне ім'я: Джаліл Гусейнкулі огли Мамедкулізаде; 22 лютого 1869, Нахічевань, Російська Імперія — 4 січня 1932, Баку, Азербайджанська РСР, ЗРФСР, СРСР) — Азербайджанський письменник, драматург, журналіст, громадський діяч; засновник та ідейний керівник літературної школи «Ходжа Насреддін».
Джаліл Мамедкулізаде також вважається громадським діячом — першим засновником фемінізму, ідеології рівності чоловіків та жінок в Азербайджані та на Сході.

## Життя
Джаліл Мамедкулізаде народився 22 лютого 1869 року у місті Нахічевань. Першу освіту отримав у медресе, а потім навчався у Нахічеванській міській трьохкласній школі. У 1887 році закінчив Горійську Учительську Семінарію, викладав в населених пунктах Улуханли Еріванської губернії, селах Баш Норашен (нинішній Джалілкенд Шарурського району), Нехрам Нахічеванського повіту (1887—1897). Під час роботи вчителем у селі зробив великий внесок у літературу. Алегорична драма «Чаювання», що була написана у 1889 році, є одним із його перших творів. У цей період він написав ряд оповідань, комедію «Гра в кишмиш» та повість «Події у селі Данабаш» (видано у 1894; 1936). Влітку 1895 року поїхав до Москви та Петербургу, ознайомився з культурним життям цих міст. Працював у різних юридичних управліннях Нахічевані та Ерівану. У перший раз одружився у 1896 році. У 1897 році у нього народилась дочка Мунаввар, а його дружина Халіма ханум померла. У 1900 році одружився з сестрою відомого юриста Магомедкулі бека Кенгерлі Назли ханим Кенгерлі. Але потім відносини Мірза Джаліла та Назли ханим псуються. У 1903 році у Назли ханим народилась мертва дитина, у зв'язку з цим вона почала серйозно хворіти. Мірза Джаліл разом з Магомедкулі беком повіз хвору до Тифлісу та вона за рекомендацією лікарів лікується у Михайлівській лікарні з нервових захворювань. Але хвороба Назли ханум загострюється та вона помирає. В третій раз він одружився 15 червня 1907 року з Гаміда-ханум Ахмед бек кизи Джаваншир, у них народились сини Мідхат та Анвер.

## Наукова діяльність
З 1903 року працює у редакції газети «Шаргі-Рус», що видається у Тифлісі. У формуванні Дж. Мамедкулізаде як письменника та журналіста велику роль зіграла газета «Шаргі-Рус» та її редактор Магомед ага Шахтахтінський. Перший друкований твір «Поштовий ящик», «Гра в кишмиш», переклад оповідання Льва Толстого «Труд, смерть та хвороба» вперше були опубліковані у цій газеті. У листопаді 1904 року Дж. Мамедкулізаде став тимчасовим редактором газети «Шаргі-Рус». У 1905 році коли закрилась «Шаргі-Рус» Мамедкулізаде разом з журналістом Омаром Фаїком Неманзаде та купцем Мешаді Алескером Багірзаде викупили типографію цієї газети та назвали її «Гейрят». У 1905—1907 роках перші книжки Дж. Мамедкулізаде («Почтовий ящик», «Уста Зейнал», «Курбаналі бек», «Конституція в Ірані») були опубліковані у типографії «Гейрят». У цьому році у Тифлісі Дж. Мамедкулізаде відкриває школу для дітей та пансіон. У 1905 році у газеті «Кавказький робочий листок» виступив зі статтями «Знедолені» та «Благословення», де відображається важке життя робочих з Південного Азербайджану.
Починаючи видавництво журналу «Молла Насреддін» з 7 квітня 1906 року (за старим стилем 20 квітня) він поклав основу сатиричної журналістики в Азербайджані та тюрксько-мусульманському світі. З цього часу його знали як Молла Насреддін. Сформувалися тісні ідейно-творчі зв'язки з такими письменниками та журналістами як Мірза Алекбер Сабір, Наріман Наріманов, Абдуррагім бек Хагвердієв, Мамед Сеід Ордубаді, Омар Фаїк Неманзаде, Алі Назмі, Алігулу Гамкусар. Ідеї глибокого демократизму та свободи Дж. Мамедкулізаде принесли журналу загальнонародну любов, велику популярність у міжнародному світі. Молланасреддінці створили міцну типографічну та літературну школу «Школа Молли Насреддіна» на Ближньому та Середньому Сході. «Молла Насреддін» став прикладом для таких сатиричних журналів як «Сурі-Ісрафіл» (Азербайджан), «Насімі-шімал» (Іран), «Джам» (Туреччина), «Уклар», «Яшен» (Татарстан), «Токмаг» (Туркменістан), «Сінек» (Крим) та ін. А.Лахуті, А.Туркай, М.Декхуда, А.Гілані обрали для себе «Дядю Моллу» як свого вчителя та майстра. Журнал мав абонентів не тільки в Росії, але і у країнах Азії, Європи та Америки. Дж. Мамедкулізаде та інші молланасреддінці піддавались безперервним натискам. Царська влада не раз залучала його до судової відповідальності, проводила розшуки у типографії «Гейрят», а іноді припиняла видавництво «Молли Насреддіна». Журнал «Молла Насреддін» мав велику роль у дружбі письменника з М. А. Сабіром.
У червні 1920 року Дж. Мамедкулізаде разом з своєю сім'єю переїжджає до Тебризу та у 1921 році там видається 8-ий номер Молла Насреддіна. У 1922 році тут продовжує видавництво «Молли Насреддіна». Дж. Мамедкулізаде був редактором газети «Єні йол», членом Всесоюзного Центрального Комітету Нової Абетки, одним із організатором Бакинського Театру Критики та Пропаганди, працював у редакції «Маараіф ве меденіййет», «Єні кенд», «Шерг Гадини» (нинішня «Азербайджан гадини»). Друга половина 20-их років був для Дж. Мамедкулізаде періодом серйозних стресів. Журнал «Молла Насреддін» перебував під серйозним цензурним наглядом, зменшився розмір державних коштів (дотації), яка була виділена для його видавництва. Журналу «Молла Насреддін» було рекомендовано здійснювати свою діяльність як орган Товариства Борців Безбожників. Те що його не запрошували на ряд державних засідань, художньо-культурних заходів, недоречні критичні статті у періодичних видавництвах було міцним ударом для Дж. Мамедкулізаде. Все це серйозно вплинуло на здоров'я письменника. Джаліл Мамедкулізаде своїми творами, що були створені у різних жанрах (драма, оповідання, повість, вірш, публіцистика, художня критика, мемуари та ін.) протягом 40 років творчості зіграв велику роль у реалістичній літературі Азербайджану. Дж. Мамедкулізаде був прихильником, критиком та теоретиком реалізму. Дж. Мамедкулізаде посилаючись на традиції М. Ф. Ахундова вів гостру боротьбу проти абстрактності, проявлень формалізму, однобічності та безідейності у мистецтві. Його основною творчою метою було, щоб весь народ, навіть прості, безграмотні, неосвічені люди мали доступ до літератури та друку. Він гостро критикував безідейних письменників, «що чванилися своїм пером». Дж. Мамедкулізаде у повісті «Події у селі Данабаш» та перших своїх оповіданнях критикує феодально-патріархальні відносини у селах Азербайджану, самоуправство царських чиновників та релігійних діячів, відсталість свідомості та побуту, упередження та фанатизм, нещасну долю жінок. Дж. Мамедкулізаде зі своїми ідейними товаришами ще більше розвинув азербайджанську сатиру, надав йому демократичну суть. Його оповідання «Поштовий ящик» (1905), «Уста Зейнал», «Конституція в Ірані» (1906), «Курбаналі бек» (1907), комедія «Мертвеці» були вірою в світле майбутнє. Комедію «Мертвеці», яка була поставлена в Баку у 1916 році, гучно зустріли як «Революційну ідею» (Н.Наріманов). У творчості Дж. Мамедкулізаде мали місце національна свідомість, незалежність та доля народу («Книга моєї матері», 1919), родинне виховання, взагалі просвітні ідеї («Школа у селі Данабаш», 1921) та інші проблеми. У одноактній п'єсі «Каманча» (1920) про вірменсько-азербайджанські відносини з високою професійністю показано глибокий гуманізм нашого народу. В комедії «Збіговисько божевільних» (видавництво 1936) гостро висміваються феодально-патріархальні відносини та фанатизм. У художній творчості як і в публіцистиці він використав сатиричні жанри. Він є автором публіцистичних статей, фейлетонів та сатиричних мініатюр, де виступає ярим противником царизму, соціалістичної несправедливості, фанатизму, упередження, мракобісся та невігластва, Західного імперіалізму та Східного деспотизму. Також своїми сатиричними методами викриває Миколу ІІ, Магомедалі шаха, Султана Абдулгаміда, Кайзера Вільгельма та ін. Разом з іншими світовими демократичними письменниками закликав народ вести боротьбу проти тиранів. У творі «Республіка» (1917) вимагав народну власть, демократичну республіку.
Публіцистичні твори Дж. Мамедкулізаде — це твори про національні проблеми, революції в Ірані та Туреччині, свободу жінок, просвіту, літературу, мистецтво, рідну мову, проблеми суспільно-культурного прогресу та ін. Він писав про відомих літераторів Датвіна, Епікура та Сократа, Шекспира та Шиллера, Канта та Спінозу, Голбаха та Лейбница, Глінку та Бетховена, Державіна та Пушкіна, Зардушта та Мані, про різні політичні, філософські, релігійні, соціологічні течії, закликав пропагувати значні успіхи людства. У 1922—1930 роках Дж. Мамедкулізаде для того, щоб перетворити «Молла Насреддін» в один із борців друку старанно працював та підготовлював молодих письменників та художників для роботи в галузі журналістики. У номерах журналу, які виходили у цих роках Дж. Мамедкулізаде з метою надати сатирі новий суспільний зміст був у серйозних творчих пошуках. Він своїми публіцистичними, видавницькими та драматичними творами збагатив азербайджанську літературу з точки зору жанру та форми. Він вважався великим майстром маленького оповідання. Багата художня спадщина Дж. Мамедкулізаде, журнал «Молла Насреддін» вплинув на розвиток художньо-суспільної думки, просвітньо-демократичного руху не тільки в Азербайджані, але і на Ближньому та Середньому Сході, а саме в Ірані та Туреччині.

## Пам'ять
Твори Дж. Мамедкулізаде були перекладені ня ряд мов. Ряд вулиць та культурно-просвітніх закладів в Азербайджанській Республіці (а також Нахічеванський Державний Музикально-Драматичний Театр та Музей Літератури у Нахічеванській Автономній Республіці) названі на честь Дж. Мамедкулізаде. Колишній Астраханський район та місто Астрахань у 1967 році названий на його честь Джалілабадом, а село Баш Норашен Джалілкендом. У Нахічевані та Джалілабаді вставлено його пам'ятник. В Баку та Нахічевані відкрито будинки-музеї, у селах Нехрам та Джалілкенді пам'ятні музеї. Урочисто відзначили 100 та 125-у річницю з дня його народження.
17 січня 2019 року Президент Азербайджанської Республіки підписав указ про відзначення 150-річного ювілею Джаліла Мамедкулізаде.

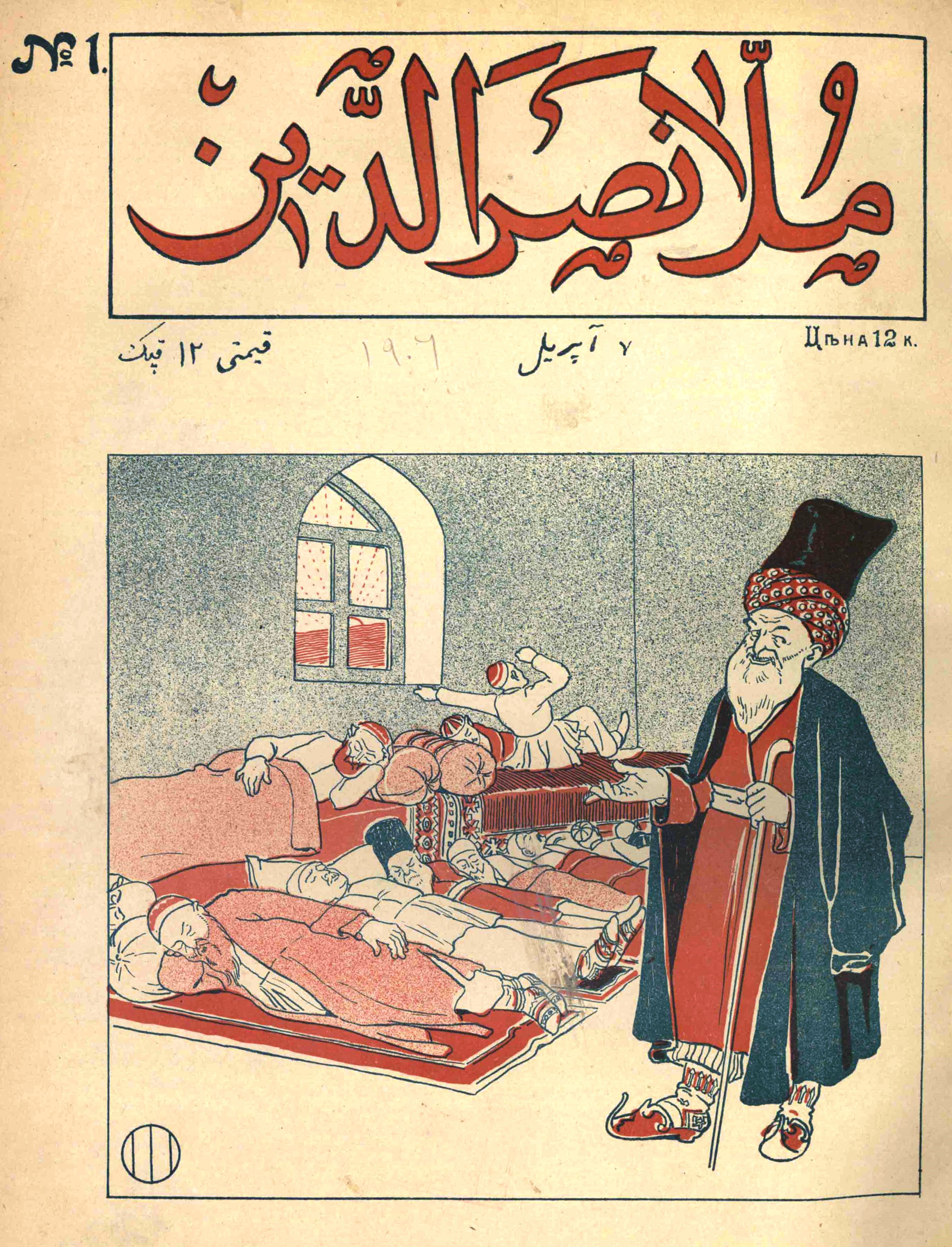
Обличчя журналу Molla Nasreddin, який є 25-річним редактором Jalil Mammadguluzadeh (1906)

## Релігійні погляди
Взагалі релігійні погляди Джаліла Мамедкулізаде викликають суперечки. Згідно з деякими джерелами він був атеїстом, а згідно з іншими джерелами був прихильником мусульманського демократизму. Але це точно, що він у своїх творах гостро критикував екстремістські думки, невігластво, безграмотність та релігійні упередження.

## Твори
- Джаліл Мамедкулізаде. Твори: в 4-х томах. І том. Проза, драматичні твори, сатиричні вірші, переклади.
- Джаліл Мамедкулізаде. Твори: в 4-х томах. ІІ том. Фейлетони та статті.
- Джаліл Мамедкулізаде. Твори: в 4-х томах. ІІІ том. Фейлетони та статті.
- Джаліл Мамедкулізаде. Твори: в 4-х томах. IV том. Мемуари, статті, листи.

## Фільми про нього
- Джаліл Мамедкулізаде (фільм, 1966)

## Фільми за його творами
1. Поштовий ящик (фільм, 1967)
2. Ягня (фільм, 1967)
3. Вікно туги (фільм, 1986)
4. Півень Пірверді (фільм, 1987)
5. Курбаналі бек (фільм, 1989)
6. Привіт з того світу (фільм, 1991)
7. Німий (фільм, 1992)
8. Книга моєї матері (фільм, 1994)
9. Занепокоєння (фільм, 1998)
10. Німий (фільм, 2003)
11. Гра (фільм, 2003)
12. Оцет (фільм, 2003)
13. Не в дусі (фільм, 2003)